# Rajouri
Rajouri – miasto w Indiach, w stanie Dżammu i Kaszmir. W 2011 roku liczyło 29 486 mieszkańców.